# Ida (Anatolië)
De berg Ida in Anatolië in Turkije ligt vlak bij het oude Troje.
Op deze berg hoedde eens de herder en koningszoon Paris zijn schapen, toen hem gevraagd werd welke godin de mooiste was: Hera, Athene of Aphrodite. Paris koos Aphrodite en daarom koos zij de Ida voortaan als een van haar favoriete plekjes. Nadat zij met de Trojaan Anchises naar bed was geweest, baarde zij op de Ida haar zoon Aeneas.
Volgens Ovidius werd Hermaphroditus grootgebracht door nimfen in de grotten van de Ida.
De meest vereerde godin op deze berg was Cybele, of de Magna Mater. Deze van oorsprong inheemse godin verspreidde zich naar het Westen, maar de Ida bleef een van haar meest belangrijke cultusplaatsen: ze zou er geboren zijn.
- Library of Congress Control Number: sh2015001793
- Nationale Bibliotheek van Israël: 987007412684305171
- Virtual International Authority File: 234689153